# Maurits Aernoud Diederik Jolles
Maurits Aernoud Diederik Jolles (Amsterdam, 31 mei 1847 – Assen, 22 juli 1925) was een Nederlandse burgemeester.
Jolles was lid van het patricische geslacht Jolles en was een zoon van mr. dr. Jolle Albertus Jolles, die later minister van Justitie zou worden, en Alida Elisabeth Croockewit.
Jolles werd kort na zijn studie burgemeester van Nieuwe Pekela (1873-1875), daarna van Winschoten (1875-1878). In 1878 werd hij benoemd tot burgemeester van Assen. Hij zou aanblijven tot 1920 en is daarmee de langstzittende burgemeester van de Drentse hoofdstad. Hij zette zich in voor uitbreiding van het garnizoen in Assen en was onder andere betrokken bij de feestvieringen rond het 100-jarig bestaan van Assen als stad in 1907.
Jolles overleed in Assen, waar hij werd begraven op de Noorderbegraafplaats. In 1924 kreeg een nieuw aangelegde straat in Assen de naam Burgemeester Jollesstraat.

## Trivia
Jolles' dochter Tettje Clasina was in 1893 de eerste vrouwelijke leerling op het gymnasium in Assen.